# Дом дворянского собрания (Тула)
Дом Дворя́нского собра́ния — трёхэтажное кирпичное угловое здание, расположенное в историческом центре города Тулы по адресу проспект Ленина, 44 на пересечении улицы Гоголевской (ранее — Верхне-Дворянской) и проспекта Ленина (ранее — Киевской улицы). С 2013 года здание находится на балансе Тульской областной филармонии, в нём размещена её вторая концертная площадка .

## История
Здание интересно как своей архитектурой, так и многочисленными фактами и памятными событиями в истории Тулы, связанными с этим зданием.

### Строительство
В 1849—1852 гг. Тульское дворянское собрание строит для себя здание на углу улиц Верхне-Дворянской (Гоголевской) и Киевской (ныне — проспект Ленина). Первоначальный проект здания был разработан архитектором В. Ф. Федосеевым, а затем переработан и претворен в жизнь губернским архитектором Ивановым. В результате было найдено наиболее продуманное и неповторимое для Тулы архитектурное решение. 8 января 1852 г. Дом Дворянского собрания был открыт, но отделочные работы особенно в части здания, выходящей на улицу Гоголевскую, продолжались ещё достаточно долго.

### Архитектура
Фасад здания, разделенный на три части, отличается строгим плоскостным решением. Его средняя часть, несколько выступающая вперед, более высокая, чем крылья, расположенные по бокам. Особенно эффектны внутренние помещения Дворянского собрания: парадная лестница, ведущая от главного входа в аванзал, колонный зал. Лестница представляет собой образец литья Дугненского чугунно-литейного завода. Растительные рисунки ступенек, подступенков, плит межмаршевых площадок выглядят очень эмоциональными. Особенно эффектен Колонный зал, напоминающий Колонный Зал Московского дворянского собрания (ныне — Дом союзов в Москве). Архитектор Иванов выбрал не обычные для подобных залов колонны коринфского ордера, а более легкие колонны итальянского ренессанса с капителями. Во внутренних помещениях дома располагались также залы для заседаний, помещения для архива и библиотеки, приказных служителей, лакеев. В здании были и квартиры служащих государственных и земских учреждений, дворянского собрания, земских деятелей. Здесь проживали, например, известный местный общественный деятель барон В. В. Розен, бухгалтер Дворянского собрания, руководитель оркестра гармонистов В. П. Хегстрем. В подвальной части — жилье для чернорабочих и сторожей, кухня, колодцы для подачи воды на верхний этаж. Здание имело также бетонный погреб.

### Культурная жизнь

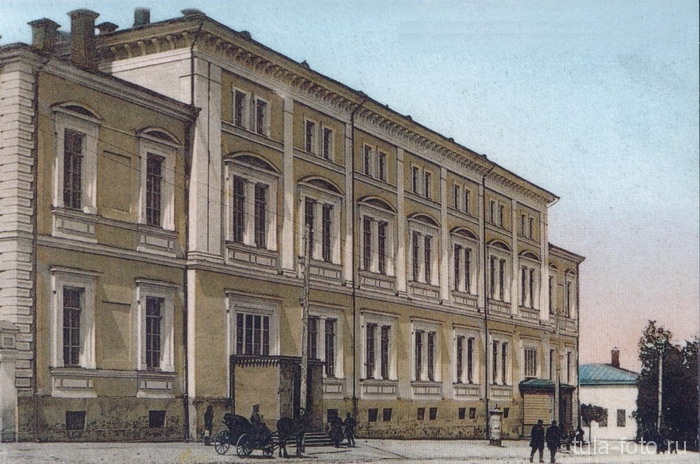
Дом Дворянского собрания в начале XX века

Дом Дворянского собрания являлся местом для общественной деятельности тульского дворянства. Здесь проходили дворянские депутатские собрания.
1 сентября 1858 года в Дворянском собрании проходил губернский дворянский съезд, на котором были избраны члены Губернского дворянского комитета по крестьянскому делу. Тульскими дворянами на съезде был выдвинут проект освобождения крестьян с землёй за «добросовестное денежное вознаграждение помещика» с полным прекращением всех обязательств крестьян перед помещиком, подписанный четвертью всех делегатов съезда, в том числе Л. Н. Толстым, И. С. Тургеневым, А. С. Хомяковым и другими прогрессивно настроенными тульскими дворянами.
До строительства в 1907 году здания Губернского земства в доме Дворянства заседало Тульское Губернское Земское собрание. В первой сессии Губернского собрания в феврале 1866 года приняли участие 74 гласных от всех уездов, среди которых были Р. А. Писарев, помещик Епифанского уезда, организовавший во время голода 1891—1892 годов и 1897—1898 годов целый ряд бесплатных столовых для голодающих крестьян своего уезда, М. Т. Яблочков, директор народных училищ губернии, член Историко-родословного общества, автор книг по истории тульского дворянства, агроном Илиодор Андреевич Долинино-Иванский, И. И. Левицкий, организовавший в своём чернском имении передовое хозяйство, тульские купцы Н. Н. Добрынин и И. С. Белобородов. В этом здании до переезда в Дом земства работала и Губернская Земская Управа.
В Дворянском доме работали культурно-просветительные, научные, государственные и даже лечебные учреждения губернии.
С конца 50-х годов XIX века здесь находилась Тульская публичная библиотека с самым большим в городе книжным собранием.
С 1914 года здесь располагалась Тульская губернская ученая архивная комиссия. В её работе принимали участие тульские краеведы Н. Е. Северный, Н. И. Троицкий, П. И. Малицкий, художник В. Д. Поленов. Возглавлял Комиссию историк-краевед В. С. Арсеньев.
В 1915 году в Доме Дворянства располагались также Губернская землеустроительная комиссия и лесоохранительный комитет. В 1914—1917 годах в Доме Дворянского собрания находился офицерский госпиталь, в котором лечились 42 раненых и больных офицеров русской армии. Лазарет обслуживали 3 сестры милосердия, проживавшие в этом здании. В ноябре 1914 года госпиталь посетил император Николай II.
Дом Дворянского собрания оставил очень заметный след в культурной жизни Тулы. В его Колонном зале в конце XIX — начале XX выступали Ф. И. Шаляпин, Н. Н. Фигнер, Л. В. Собинов, Л. В. Нежданова, знаменитый баритон Н. А. Шевелев, оперная артистка М. Н. Туманова, композитор С. В. Рахманинов, русские драматические актёры М. Н. Ермолова, О. Л. Книппер-Чехова. В 1897 году здесь состоялось первое выступление оркестра (хора) гармонистов под управлением Н. И. Белобородова. Хором тульского Успенского собора исполнялись духовные произведения русского композитора А. А. Архангельского. Звучала здесь и эстрадная музыка в исполнении хора московского ресторана «Стрельна» под управлением А. П. Плешакова. Выступали в Дворянском собрании и артисты-любители. Созданное в 1879 году Музыкально-драматическое общество 15 апреля 1890 года показало здесь публике пьесу Л. Н. Толстого «Плоды просвещения». Присутствующие на спектакле и репетициях В. И. Немирович-Данченко, А. И. Сумбатов-Южин и Л. Н. Толстой дали высокую оценку тульским артистам-любителям. Одним из руководителей общества был тульский судебный деятель Н. В. Давыдов.
В 1907 году в Дворянском собрании работали кружки Зайцевой и артистки Н. А. Войековой, которые давали спектакли с балами и танцами, шампанским, водами, чаем, фруктами и мороженым. На балах играл оркестр полковой музыки. Актёры-любители музыкально-драматического общества и этих кружков также ставили спектакли по пьесам А. С. Грибоедова, Н. В. Гоголя, А. В. Сухово-Кобылина, А. Н. Островского. В Доме Дворянского собрания устраивались балы, маскарады, семейные вечера, базары с благотворительными лотереями в пользу бедных учеников тульских учебных заведений и студентов-туляков, обучавшихся в столицах, проходили танцы под духовой оркестр.

### Начало XX века
Революционные события начала ХХ-го века также коснулись этого дома. Здесь весной-летом 1917 г. заседал Тульский Совет рабочих и солдатских депутатов, объединенная Тульская социал-демократическая организация. А летом 1919 г. проходил I-й губернский съезд Российского Коммунистического союза молодежи. Действовал Музей революции, впоследствии вошедший в состав Тульского художественно-исторического музея. С 1924 г. в здании находился Художественно-исторический музей (впоследствии — Тульский областной краеведческий музей). Затем Дом Союзов стал Домом Красной Армии (позднее — гарнизонным Домом офицеров). В 20-50-х гг. ХХ он был и концертным и лекционным залом. Здесь давали свои концерты певцы Л. Утесов, И. Козловский, С. Лемешев, балерина Г. Уланова, скрипач Д. Ойстрах, пианист Э. Гилельс, выступали поэты В. В. Маяковский, Н. Н. Асеев, С. Есенин, ученый К. Э. Циолковский, работали кинозал и Тульский театр оперетты, проводились танцевальные вечера, играл духовой оркестр.
В годы Великой Отечественной войны Дом Дворянского собрания неоднократно посещали летчики французского полка «Нормандия-Неман».
В 2014—2015 годах была проведена реставрация бывшего здания Дворянского собрания. Из регионального бюджета на него было выделено 83,7 миллиона рублей. 28 апреля 2015 года состоялась торжественная церемония открытия дома Дворянского собрания после реставрации.

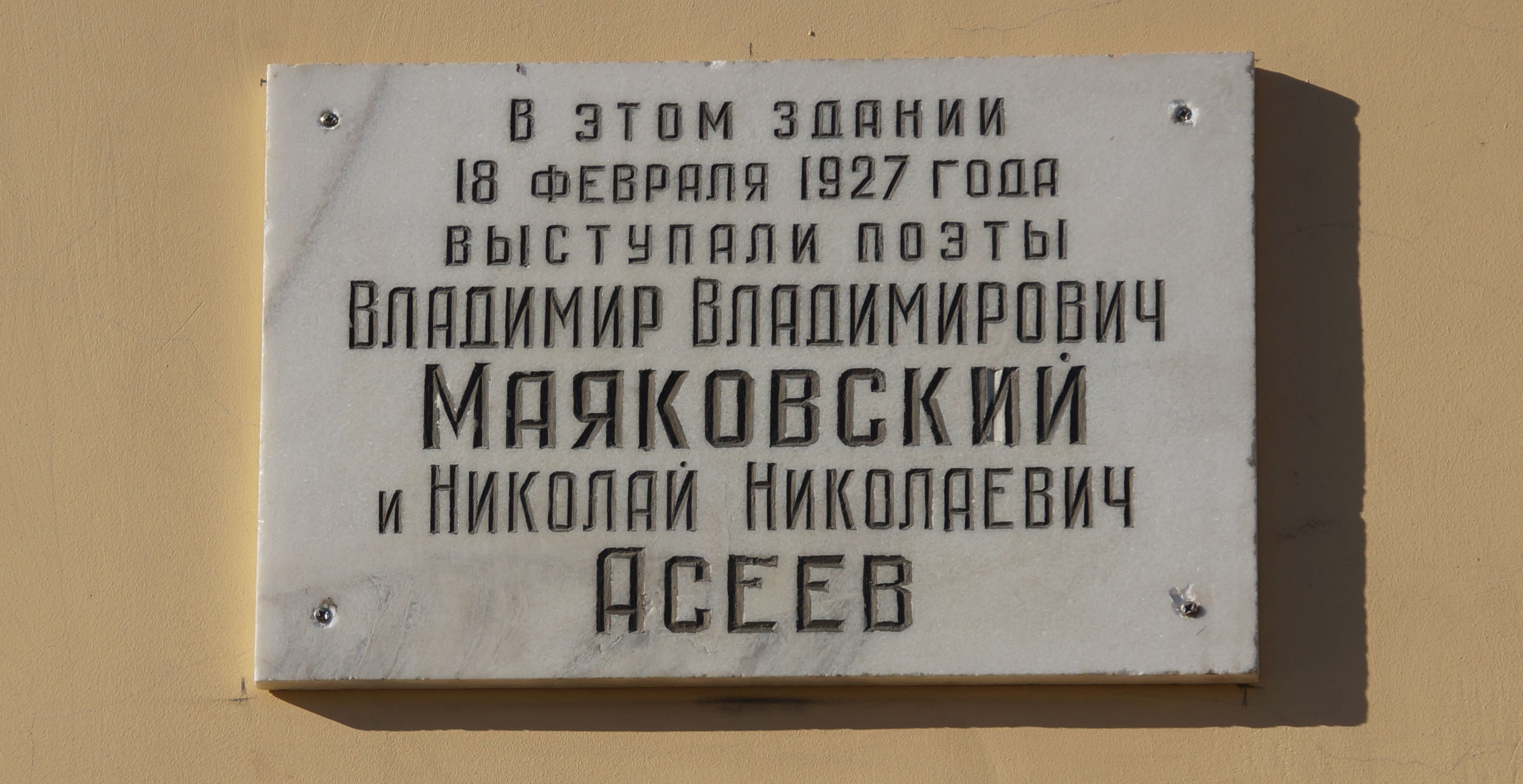
Мемориальная доска В.В. Маяковскому и Н.Н. Асееву на стене Дома Дворянского собрания
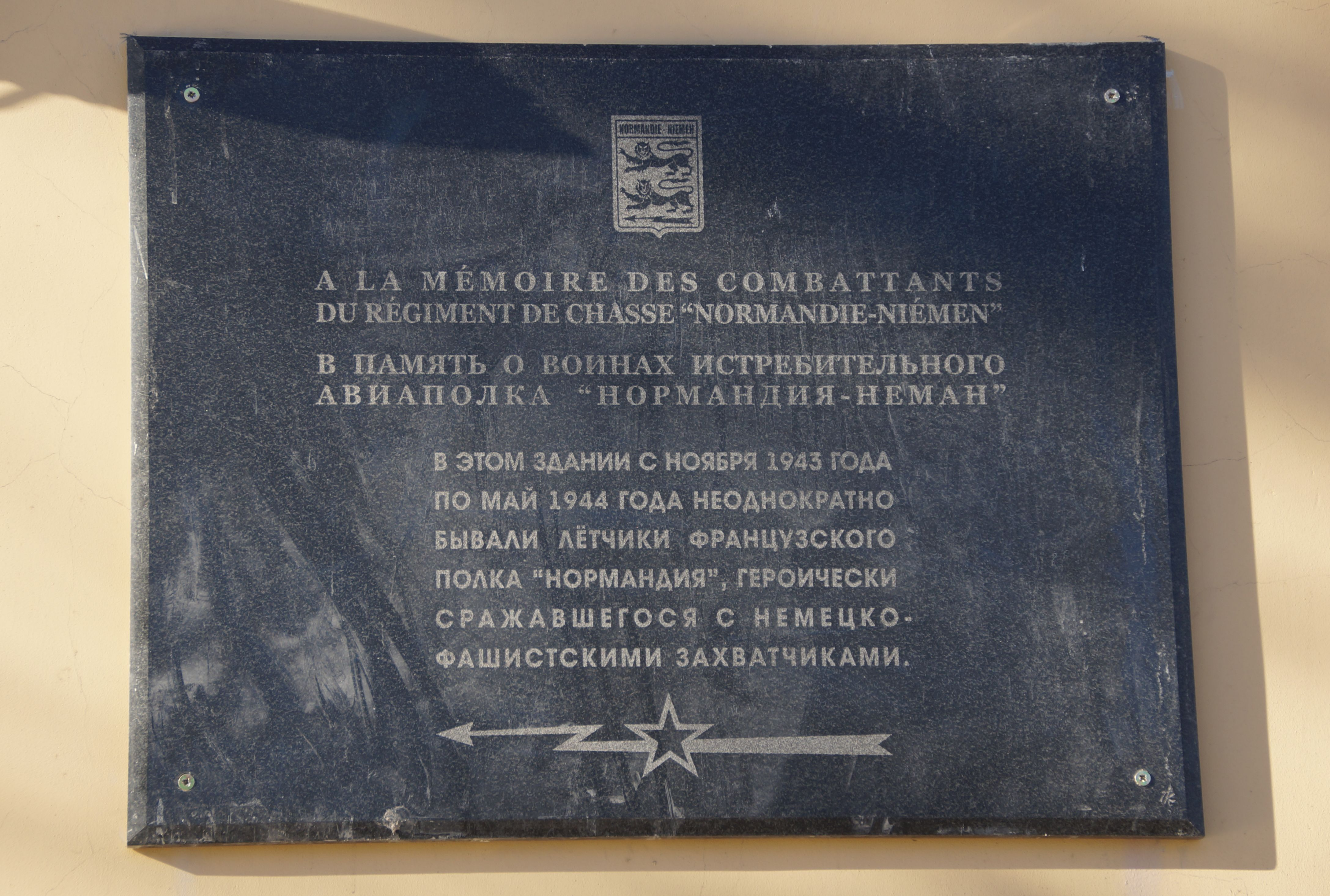
Мемориальная доска в память о воинах истребительного авиаполка "Нормандия-Неман" на стене Дома Дворянского собрания